# Wspólnota administracyjna Bühl
Wspólnota administracyjna Bühl – wspólnota administracyjna (niem. Vereinbarte Verwaltungsgemeinschaft) w Niemczech, w kraju związkowym Badenia-Wirtembergia, w rejencji Karlsruhe, w regionie Mittlerer Oberrhein, w powiecie Rastatt. Siedziba wspólnoty znajduje się w mieście Bühl, przewodniczącym jej jest Hans Striebel.
Wspólnota administracyjna zrzesza jedno miasto i jedną gminę wiejską:
- Bühl, miasto, 29 452 mieszkańców, 73,21 km²
- Ottersweier, 6 135 mieszkańców, 29,21 km²